# Concours Eurovision de la chanson 2001
- Pays participants
- Pays relégués ne pouvant pas participer
- Autres pays ayant participé dans le passé

Stockholm 2000 Tallinn 2002
Le Concours Eurovision de la chanson 2001 est la 46e édition du concours. Il se déroule le samedi 12 mai 2001, à Copenhague, au Danemark et est remporté par l’Estonie, avec la chanson Everybody, interprétée par Tanel Padar, Dave Benton et le groupe 2XL.
Le Danemark, pays hôte, termine à la deuxième place, suivi de la Grèce. Le Top 5 est complété par la France et la Suède.

## Préparation du concours

### Organisation
Le Danemark, ayant remporté l'édition 2000, est chargé de l’organisation de l’édition 2001. La volonté initiale des organisateurs était de surpasser de toutes les façons possibles la production suédoise de l’année précédente. Ils décident pour cela de transformer le concours en une superproduction télévisuelle à la pointe de la technologie et du progrès.
De son côté, l’UER décide de modifier les règles présidant au système de relégation. Désormais, sont qualifiés d’office pour la finale de l’année suivante : les « Big Four » (les quatre plus importants contributeurs financiers de l’Union – c’est-à-dire l’Allemagne, l’Espagne, la France et le Royaume-Uni), les pays ayant été relégués et les quinze pays ayant obtenu le meilleur classement, y compris le pays vainqueur.

### Présentateurs
Les présentateurs de la soirée sont la journaliste Natasja Crone Back et l’acteur Søren Pilmark. Ils s’expriment quasi exclusivement en anglais, ne recourant que très rarement au français et au danois. La raison est à chercher dans la rédaction particulière de leurs interventions, Back et Pilmark ne parlant en effet qu’en rimes durant toute la soirée.

### Identité visuelle
Le logo de l’édition 2001 est inspiré par le minimalisme du design danois contemporain. Il se compose de quatre cercles s’entrelaçant pour former un cœur. Une reproduction gigantesque en est suspendue au-dessus de la scène et de nombreux éléments de la production le citent visuellement.

Logo du Concours Eurovision de la chanson 2021

## Concours

### Liste des participants
Vingt-trois pays participent à la finale du 46e concours.
Sept pays sont relégués : l’Autriche, la Belgique, Chypre, la Finlande, la Macédoine, la Roumanie et la Suisse. Six pays font leur retour : la Bosnie-Herzégovine, la Grèce, la Lituanie, la Pologne, le Portugal et la Slovénie.
Pour la toute première fois, deux artistes concourant la même année portent le même nom : la représentante néerlandaise et la représentante allemande s’appelaient toutes deux, Michelle.

#### Anciens participants
Pour la troisième fois dans l'histoire du concours, après 1970 et 1989, aucun ancien participant ne fait son retour. 

### Format

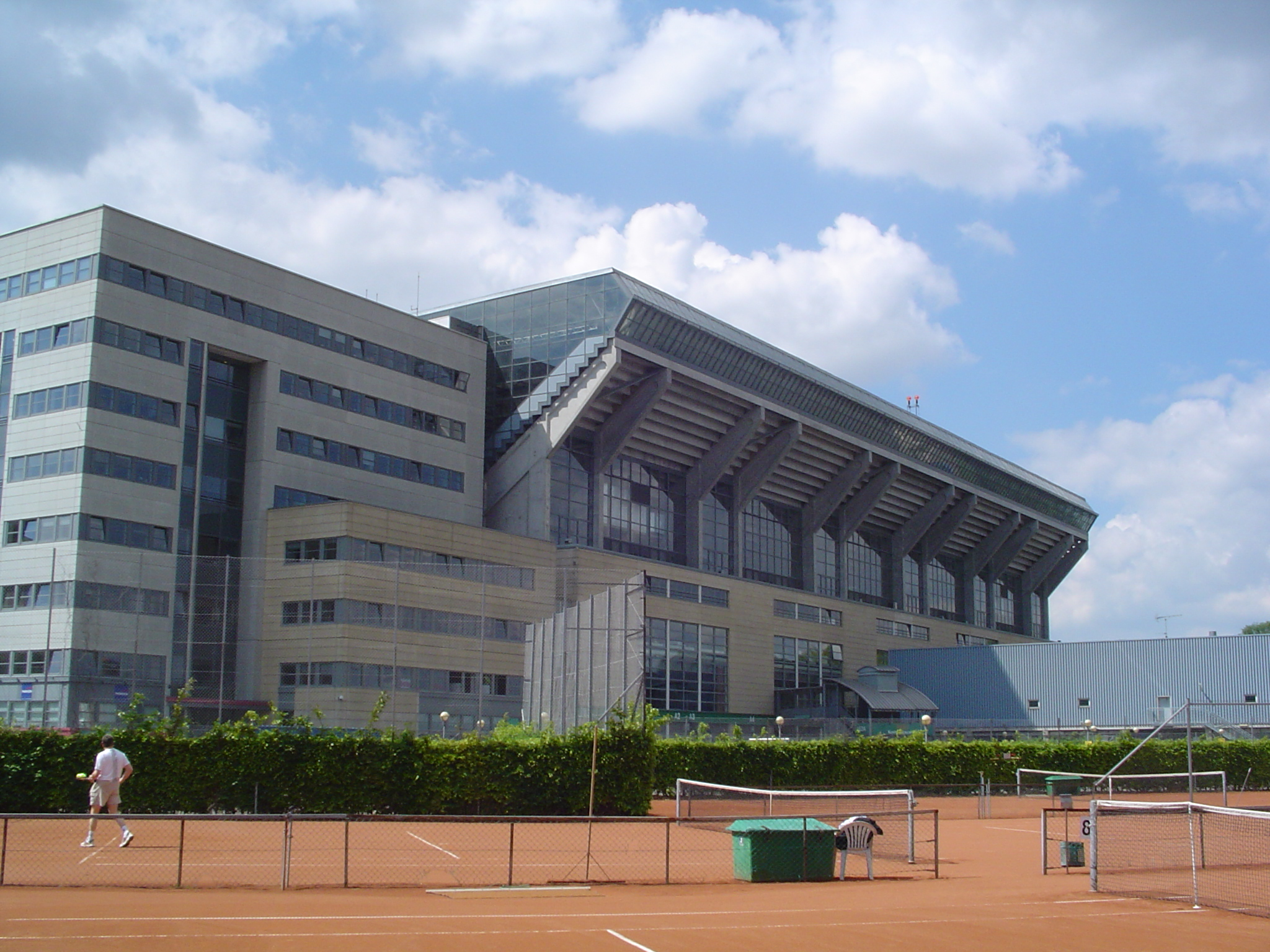
Le Parken Stadium, à Copenhague.

Le concours a lieu au Parken Stadium, stade omnisports situé à Copenhague. Le record de 13 000 spectateurs établi l’année précédente, est largement surpassé, puisque 35 000 spectateurs prennent place dans le Parken, le plus vaste public de l’histoire du concours.
La scène se compose d’un podium de forme rectangulaire. Au-dessus, sont suspendus une reproduction lumineuse et articulée du logo, ainsi que de nombreux spots. Le décor comporte dans sa partie basse, un escalier de couleur blanche. Au centre de l’escalier, est placée une porte mobile qui se relève au début de la retransmission pour laisser passer les présentateurs. La partie haute consiste en un échafaudage supportant des spots, des carrés lumineux et un mur d’écrans. Enfin, de part et d’autre du podium, se dressent deux écrans géants.
Le programme dure près de trois heures.

#### Ouverture
L’ouverture du concours débute par la reprise de la chanson gagnante de l’année précédente. Les Olsen Brothers entrent ainsi en scène en chantant Fly on the Wings of Love avant d'enchaîner avec leur nouveau single, Walk Right Back. Ils sont accompagnés par quatre choristes jouant de la cornemuse. Leur prestation est entrecoupée d’images d’un feu d’artifice.
Après une courte transition, Back et Pilmark font leur entrée et commencent les salutations d’usage par le traditionnel : « Good evening, Europe ! Bonsoir l'Europe ! ».

#### Cartes postales
Les cartes postales sont de courtes vidéos présentant chacune un aspect de la vie quotidienne au Danemark. À chaque fois, y est glissé un élément rappelant le pays participant. Dans la carte postale finale, toutes les personnes qui sont apparues au fil des vidéos réapparaissent pour saluer les téléspectateurs.

#### Pauses commerciales
Durant la première pause commerciale, Natasja Crone Back et Søren Pilmark effectuent un numéro comique. Ils présentent au public le trophée de cristal, créé spécialement pour l’occasion par Swarovski. Pilmark le laisse tomber au sol où il se brise en plusieurs morceaux, mais il s’agissait évidemment d’une copie et Back sort alors l’original de sa cachette.
Durant la seconde pause, Pilmark se livre à un numéro de prestidigitation. Il plie une rose en papier qu’il fait flotter au-dessus de sa main. Il y met ensuite le feu et des flammes, en tire une véritable rose, qu’il s’empresse d’offrir à Back.

#### Entracte
Le spectacle d'entracte est fourni par le groupe danois Aqua. Il débute par un montage vidéo des clips du groupe. Les membres de celui-ci apparaissent alors en scène et chantent un medley de leurs principaux succès : Around the World, Barbie Girl, Turn Back Time, My Oh My, Candyman, Doctor Jones et Cartoon Heroes. Pour ce dernier morceau, ils sont rejoints sur scène par le groupe Safri Duo, qui jouent un extrait de leur tube Played-A-Live.
La chanteuse du groupe Aqua, Lene Grawford Nystrøm, se fait remarquer en jurant à plusieurs reprises durant sa prestation.

### Chansons
Vingt-trois chansons concoururent pour la victoire. Avant la finale, les chansons grecque, française et slovène sont les favorites des fans, des parieurs et des sondages sur Internet. Et en effet, elles terminent respectivement troisième, quatrième et septième du classement général.
Pour la sixième fois, après 1956, 1965, 1967, 1970 et 1975, les Pays-Bas passent en première position. Ce record demeure toujours inégalé.
C'est la toute première fois que la chanson représentant la France est interprétée dans une langue étrangère. En effet, Natasha St-Pier, de nationalité canadienne, décide de passer à l’anglais pour la dernière reprise du refrain.

### Vote
Pour la toute première fois, le télévote est rendu obligatoire dans tous les pays participants. Les téléspectateurs votent par téléphone pour leurs chansons préférées. Les votes exprimés sont ainsi agrégés en 1, 2, 3, 4, 5, 6, 7, 8, 10 et 12 points. Chaque pays est contacté par satellite, selon l'ordre de passage des participants, et les points énoncés dans l’ordre ascendant, de un à douze.
Dans trois pays, (la Bosnie-Herzégovine, la Russie et la Turquie), le vote est décidé par un jury. Dans trois autres pays, (la Croatie, la Grèce et Malte), le vote est décidé par une combinaison entre jury et télévote.
Le superviseur délégué sur place par l'UER fut Christine Marchal-Ortiz.
Dès le début de la procédure, quatre pays se détachent et prennent la tête du vote : le Danemark, l’Estonie, la France et la Grèce. Il faut attendre le quinzième vote, celui de la Turquie, pour que le Danemark, et l’Estonie creusent l’écart. Leur duel n'est tranché que lorsque Malte et la Grèce attribuent successivement 6 points au Danemark et 12 points à l’Estonie, offrant la victoire à cette dernière.

#### Green room
Durant le vote, la caméra fit systématiquement un plan sur les participants qui recevaient 10 et 12 points. Apparurent ainsi à l'écran Rollo & King, Tanel Padar, Dave Benton, Nuša Derenda, Natasha St-Pier, le groupe Antique, David Civera, Skamp, Mumiy Troll, Nino Pršeš, l’allemande Michelle, Tal Sondak, le groupe MTM et Vanna.

### Résultats
La 46e édition marque la première victoire de l’Estonie au concours. L'Estonie devient ainsi le premier pays anciennement occupé par l'Union soviétique à remporter le grand prix et le premier pays à l’emporter pour la toute première fois, depuis 1989.
Dave Benton devient, quant à lui, le premier artiste noir à remporter le concours, trente-cinq ans après Milly Scott, la première artiste noire à avoir concouru à l’Eurovision, en 1966.
Les vainqueurs reçoivent le trophée de la victoire des mains de Søren Pilmark. Avant d’effectuer leur reprise, ils remercient les organisateurs et le public danois pour leur accueil.
| Ordre | Pays               | Artiste(s)                     | Chanson                   | Langue(s)          | Place | Points |
| ----- | ------------------ | ------------------------------ | ------------------------- | ------------------ | ----- | ------ |
| 01    | Pays-Bas           | Michelle                       | Out On My Own             | Anglais            | 18    | 16     |
| 02    | Islande            | Two Tricky                     | Angel                     | Anglais            | 22    | 3      |
| 03    | Bosnie-Herzégovine | Nino Pršeš                     | Hano                      | Bosnien, anglais   | 14    | 29     |
| 04    | Norvège            | Haldor Lægreid                 | On My Own                 | Anglais            | 22    | 3      |
| 05    | Israël             | Tal Sondak                     | Ein davar (אין דבר)       | Hébreu             | 16    | 25     |
| 06    | Russie             | Mumiy Troll                    | Lady Alpine Blue          | Anglais            | 12    | 37     |
| 07    | Suède              | Friends                        | Listen To Your Heartbeat  | Anglais            | 5     | 100    |
| 08    | Lituanie           | Skamp                          | You Got Style             | Anglais, lituanien | 13    | 35     |
| 09    | Lettonie           | Arnis Mednis                   | Too Much                  | Anglais            | 18    | 16     |
| 10    | Croatie            | Vanna                          | Strings of My Heart       | Anglais            | 10    | 42     |
| 11    | Portugal           | MTM                            | Eu só sei ser feliz assim | Portugais          | 17    | 18     |
| 12    | Irlande            | Gary O'Shaughnessy             | Without Your Love         | Anglais            | 21    | 6      |
| 13    | Espagne            | David Civera                   | Dile que la quiero        | Espagnol           | 6     | 76     |
| 14    | France             | Natasha St-Pier                | Je n'ai que mon âme       | Français, anglais  | 4     | 142    |
| 15    | Turquie            | Sedat Yüce                     | Sevgiliye son             | Turc, anglais      | 11    | 41     |
| 16    | Royaume-Uni        | Lindsay Dracass                | No Dream Impossible       | Anglais            | 15    | 28     |
| 17    | Slovénie           | Nuša Derenda                   | Energy                    | Anglais            | 7     | 70     |
| 18    | Pologne            | Piasek                         | 2 Long                    | Anglais            | 20    | 11     |
| 19    | Allemagne          | Michelle                       | Wer Liebe lebt            | Allemand, anglais  | 8     | 66     |
| 20    | Estonie            | Tanel Padar, Dave Benton & 2XL | Everybody                 | Anglais            | 1     | 198    |
| 21    | Malte              | Fabrizio Faniello              | Another Summer Night      | Anglais            | 9     | 48     |
| 22    | Grèce              | Antique                        | Die for You               | Grec, anglais      | 3     | 147    |
| 23    | Danemark H T       | Rollo & King                   | Never Ever Let You Go     | Anglais            | 2     | 177    |

#### Tableau des votes
| Drapeau des Pays-Bas                              | Drapeau de l'Islande | Drapeau de la Bosnie-Herzégovine | Drapeau de la Norvège | Drapeau d’Israël | Drapeau de la Russie | Drapeau de la Suède | Drapeau de la Lituanie | Drapeau de la Lettonie | Drapeau de la Croatie | Drapeau du Portugal | Drapeau de l'Irlande | Drapeau de l'Espagne | Drapeau de la France | Drapeau de la Turquie | Drapeau du Royaume-Uni | Drapeau de la Slovénie | Drapeau de la Pologne | Drapeau de l'Allemagne | Drapeau de l'Estonie | Drapeau de Malte | Drapeau de la Grèce | Drapeau du Danemark | Total |    |     |
| Pays                                              | Pays-Bas             |                                  | –                     | –                | –                    | 5                   | 1                      | –                      | –                     | –                   | –                    | 6                    | –                    | –                     | –                      | –                      | –                     | 4                      | –                    | –                | –                   | –                   | –     | –  | 16  |
| Pays                                              | Islande              | –                                |                       | –                | 1                    | –                   | –                      | –                      | –                     | –                   | –                    | –                    | –                    | –                     | –                      | –                      | –                     | –                      | –                    | –                | –                   | –                   | –     | 2  | 3   |
| Pays                                              | Bosnie-Herzégovine   | –                                | –                     |                  | –                    | –                   | –                      | 4                      | –                     | –                   | 10                   | –                    | –                    | –                     | –                      | –                      | –                     | 7                      | –                    | –                | –                   | 1                   | –     | 7  | 29  |
| Pays                                              | Norvège              | –                                | –                     | –                |                      | –                   | –                      | –                      | –                     | –                   | –                    | 3                    | –                    | –                     | –                      | –                      | –                     | –                      | –                    | –                | –                   | –                   | –     | –  | 3   |
| Pays                                              | Israël               | –                                | –                     | 6                | –                    |                     | –                      | –                      | –                     | –                   | –                    | –                    | –                    | –                     | 10                     | 7                      | –                     | –                      | –                    | –                | –                   | –                   | 2     | –  | 25  |
| Pays                                              | Russie               | –                                | 5                     | –                | –                    | 3                   |                        | –                      | 10                    | 8                   | –                    | –                    | –                    | –                     | –                      | –                      | –                     | –                      | –                    | –                | 4                   | 2                   | 5     | –  | 37  |
| Pays                                              | Suède                | –                                | 7                     | 3                | 2                    | 8                   | 2                      |                        | 2                     | 6                   | 4                    | 5                    | 8                    | 5                     | 2                      | 8                      | 8                     | –                      | 5                    | –                | 7                   | 8                   | –     | 10 | 100 |
| Pays                                              | Lituanie             | 5                                | 1                     | 2                | –                    | 4                   | 10                     | 1                      |                       | 5                   | –                    | –                    | 1                    | –                     | –                      | –                      | 4                     | 2                      | –                    | –                | –                   | –                   | –     | –  | 35  |
| Pays                                              | Lettonie             | –                                | –                     | –                | –                    | –                   | –                      | –                      | 8                     |                     | –                    | –                    | –                    | –                     | –                      | –                      | –                     | –                      | –                    | –                | 8                   | –                   | –     | –  | 16  |
| Pays                                              | Croatie              | –                                | –                     | 7                | –                    | –                   | –                      | –                      | –                     | –                   |                      | –                    | –                    | –                     | –                      | 10                     | –                     | 5                      | –                    | 3                | –                   | 10                  | 7     | –  | 42  |
| Pays                                              | Portugal             | –                                | –                     | –                | –                    | –                   | –                      | –                      | –                     | –                   | –                    |                      | –                    | 6                     | 12                     | –                      | –                     | –                      | –                    | –                | –                   | –                   | –     | –  | 18  |
| Pays                                              | Irlande              | –                                | –                     | –                | –                    | –                   | –                      | –                      | –                     | –                   | –                    | 1                    |                      | –                     | –                      | –                      | 5                     | –                      | –                    | –                | –                   | –                   | –     | –  | 6   |
| Pays                                              | Espagne              | 7                                | 2                     | 5                | 4                    | 12                  | –                      | 5                      | –                     | 4                   | –                    | 7                    | 3                    |                       | 5                      | 6                      | 3                     | 1                      | 1                    | –                | 3                   | –                   | 8     | –  | 76  |
| Pays                                              | France               | 8                                | 4                     | 12               | 7                    | 2                   | 12                     | 6                      | 7                     | 7                   | 6                    | 12                   | 7                    | 3                     |                        | 1                      | 6                     | 6                      | 10                   | 6                | 10                  | –                   | 4     | 6  | 142 |
| Pays                                              | Turquie              | 3                                | –                     | –                | –                    | –                   | –                      | –                      | –                     | –                   | 7                    | –                    | –                    | –                     | 7                      |                        | –                     | –                      | –                    | 7                | –                   | 4                   | 10    | 3  | 41  |
| Pays                                              | Royaume-Uni          | 2                                | –                     | –                | –                    | –                   | 3                      | –                      | 3                     | 3                   | 3                    | 2                    | 4                    | 1                     | –                      | –                      |                       | –                      | 2                    | 2                | –                   | 3                   | –     | –  | 28  |
| Pays                                              | Slovénie             | 4                                | 6                     | 10               | 6                    | 1                   | 4                      | 7                      | 4                     | –                   | 8                    | –                    | 2                    | 2                     | 1                      | –                      | –                     |                        | 6                    | 4                | 5                   | –                   | –     | –  | 70  |
| Pays                                              | Pologne              | –                                | –                     | –                | –                    | –                   | –                      | 2                      | –                     | –                   | –                    | –                    | –                    | –                     | –                      | –                      | –                     | 3                      |                      | 5                | –                   | –                   | –     | 1  | 11  |
| Pays                                              | Allemagne            | 1                                | –                     | –                | 3                    | –                   | 8                      | –                      | –                     | 1                   | 1                    | 10                   | 6                    | 10                    | 6                      | 3                      | 2                     | –                      | 4                    |                  | 1                   | 5                   | 1     | 4  | 66  |
| Pays                                              | Estonie              | 12                               | 10                    | 4                | 10                   | 6                   | 6                      | 8                      | 12                    | 12                  | 2                    | –                    | 10                   | 8                     | 8                      | 12                     | 12                    | 12                     | 12                   | 10               |                     | 12                  | 12    | 8  | 198 |
| Pays                                              | Malte                | –                                | 3                     | 1                | 5                    | –                   | 7                      | 3                      | 1                     | –                   | –                    | –                    | –                    | 4                     | –                      | 2                      | 1                     | –                      | 3                    | 1                | 2                   |                     | 3     | 12 | 48  |
| Pays                                              | Grèce                | 6                                | 8                     | 8                | 8                    | 10                  | 5                      | 12                     | 5                     | 2                   | 5                    | 4                    | 5                    | 12                    | 3                      | 5                      | 7                     | 8                      | 8                    | 8                | 6                   | 7                   |       | 5  | 147 |
| Pays                                              | Danemark             | 10                               | 12                    | –                | 12                   | 7                   | –                      | 10                     | 6                     | 10                  | 12                   | 8                    | 12                   | 7                     | 4                      | 4                      | 10                    | 10                     | 7                    | 12               | 12                  | 6                   | 6     |    | 177 |
| Le tableau suit l'ordre de passage des candidats. |                      |                                  |                       |                  |                      |                     |                        |                        |                       |                     |                      |                      |                      |                       |                        |                        |                       |                        |                      |                  |                     |                     |       |    |     |

## Retransmission du concours

### Dans les pays participants
| Pays               | Télédiffuseur(s)       | Commentateur(s)                                | Porte-parole              |
| ------------------ | ---------------------- | ---------------------------------------------- | ------------------------- |
| Allemagne          | Das Erste              | Peter Urban                                    | Axel Bulthaupt            |
| Allemagne          | Deutschlandfunk        | Thomas Mohr                                    | Axel Bulthaupt            |
| Bosnie-Herzégovine | BHT1                   | Ismeta Dervoz-Krvavac                          | Segmedina Srna            |
| Croatie            | HRT 1                  | Ante Batinović                                 | Danijela Trbović          |
| Croatie            | HR 2                   | Draginja Balaš                                 | Danijela Trbović          |
| Danemark           | DR1                    | Hans Otto Bisgaard & Hilda Heick               | Gry Johansen              |
| Espagne            | TVE1                   | José Luis Uribarri                             | Jennifer Rope             |
| Estonie            | Eesti Televisioon      | Marko Reikop                                   | Ilomai Küttim             |
| Estonie            | Raadio 2               | Vello Rand                                     | Ilomai Küttim             |
| France             | France 3               | Marc-Olivier Fogiel & Dave                     | Corinne Hermès            |
| France             | France Bleu            | Olivier Chiabodo                               | Corinne Hermès            |
| Grèce              | ET1                    | Dáfni Bókota                                   | Alexis Kostalas           |
| Grèce              | ERA1                   | Giorgos Mitropoulos                            | Alexis Kostalas           |
| Irlande            | RTÉ One                | Marty Whelan                                   | Bláthnaid Ní Chofaigh     |
| Irlande            | RTÉ Radio 1            | Brendan Balfe                                  | Bláthnaid Ní Chofaigh     |
| Islande            | Sjónvarpið             | Gísli Marteinn Baldursson                      | Eva María Jónsdóttir      |
| Israël             | Télévision Israélienne | pas de commentateur                            | Yoav Ginai                |
| Israël             | Reshet Gimel           | Daniel Pe’er                                   | Yoav Ginai                |
| Lettonie           | LTV                    | Kārlis Streips                                 | Renārs Kaupers            |
| Lituanie           | LRT                    | Darius Užkuraitis                              | Loreta Tarozaitė          |
| Malte              | PBS                    | Alfred Borg                                    | Marbeck Spiteri           |
| Norvège            | NRK1                   | Jostein Pedersen                               | Roald Øyen                |
| Pays-Bas           | Nederland 2            | Willem van Beusekom                            | Marlayne                  |
| Pays-Bas           | Radio 2                | Hijlco Span                                    | Marlayne                  |
| Pologne            | TVP 1                  | Artur Orzech                                   | Maciej Orłoś              |
| Portugal           | RTP1                   | Eládio Climaco                                 | Margarida Mercês de Mello |
| Royaume-Uni        | BBC One                | Terry Wogan                                    | Colin Berry               |
| Royaume-Uni        | BBC Radio 2            | Ken Bruce                                      | Colin Berry               |
| Russie             | Perviy Kanal           | Alexandre Anatolievitch & Constantin Mikhaïlov | Larissa Verbitskaïa       |
| Russie             | La Voix de la Russie   | Vadim Dolgatchev                               | Larissa Verbitskaïa       |
| Slovénie           | SLO2                   | Andrea F                                       | Mojca Mavec               |
| Suède              | SVT1                   | Henrik Olsson                                  | Josefine Sundström        |
| Suède              | SR P3                  | Carolina Norén                                 | Josefine Sundström        |
| Turquie            | TRT 1                  | Ömer Önder                                     | Meltem Ersan Yazgan       |
| Turquie            | TRT Radyo 3            | Ümit Tunçağ                                    | Meltem Ersan Yazgan       |

### Dans les autres pays
| Pays      | Télédiffuseur(s) | Commentateur(s)                |
| --------- | ---------------- | ------------------------------ |
| Autriche  | ORF 1            | Andi Knoll                     |
| Autriche  | FM4              | Stermann & Grissemann          |
| Belgique  | La Une           | Jean-Pierre Hautier            |
| Belgique  | RTBF La Première | Laurent Daube & Éric Russon    |
| Belgique  | VRT TV1          | André Vermeulen & Anja Daems   |
| Belgique  | VRT Radio 2      | Julien Put & Michel Follet     |
| Chypre    | RIK 1            | Evi Papamichail                |
| Finlande  | YLE TV1          | Jani Juntunen & Asko Murtomäki |
| Macédoine | MTV 2            | Milanka Rašik                  |
| Roumanie  | TVR2             | Leonard Miron & Andreea Marin  |
| Suisse    | TSR 2            | Jean-Marc Richard              |
| Suisse    | SF2              | Sandra Studer                  |
| Suisse    | TSI 1            | Jonathan Tedesco               |

## Controverses

### Choix de la salle
La télévision publique danoise rencontra quelques difficultés dans le choix de la salle destinée à accueillir le concours. Finalement, elle se décide pour le Parken Stadium. Il a fallu alors construire un toit rétractable au-dessus du stade pour l’adapter à la circonstance. Le résultat est cependant décevant : la plupart des spectateurs dans le Parken ne pouvant même pas apercevoir les artistes, étant tous assis trop loin de la scène.

### Commentaires deTerry Wogan
Le commentateur britannique, Terry Wogan, s’attire les foudres de la télévision et de l’opinion publique danoise, à la suite de ses remarques acerbes sur les présentateurs et leur manière de s’exprimer. Durant la retransmission, il les affuble de surnoms peu flatteurs : Pilmark devient le « Docteur la Mort » et Back, la « Petite souris », la « Petite Sirène » et « la Fiancée de Frankenstein ». Les organisateurs et la population danoises sont si insultés que Wogan et la BBC doivent par la suite publier une lettre officielle d’excuses.

### Accusations de plagiat envers la Suède
La chanson suédoise, Listen to Your Heartbeat, est accusée d’être un plagiat de Liefde is een kaartspel, qui avait représenté la Belgique au concours 1996. Le Groupe de Référence de l’UER se saisit de l’affaire et la présente devant un tribunal. Dans l’attente du jugement, il fut décidé que la chanson pourrait malgré tout concourir.